# Aloz
Aloz (Alotz en Euskera), es un despoblado de Navarra que está situado en el valle de Lónguida, en la Merindad de Sangüesa. Se encuentra a las orillas de una recóndita cola del Embalse de Itoiz. Hasta el año 2003, año en el que concluyó la obra del embalse, no quedaba claro si este despoblado quedaría sumergido bajo las aguas.
La primera referencia de Aloz data del año 1203, pero en 1366 se cita como despoblado aunque desde 1646 hasta 1824 cuenta con habitantes. A partir de entonces, quedó considerado como despoblado. Destaca entre sus estructuras el palacio cabo de armería.